# Il leone di Amalfi
Il leone di Amalfi è un film del 1950 diretto da Pietro Francisci.

## Trama
Nell'Italia del Sud dell'XI secolo, l'avventuriero normanno Roberto il Guiscardo s'impadronisce di Amalfi con la forza. Mauro, figlio del vecchio governatore, divenuto grande, vuole vendicare la morte del padre. Libera Amalfi dai normanni e sposa la ragazza che ama.

## Distribuzione
Il film venne distribuito nel circuito cinematografico italiano l'11 ottobre 1950.